# Quez Watkins
Terrance „Quez“ Watkins (* 9. Juni 1998 in Athens, Alabama) ist ein US-amerikanischer American-Football-Spieler auf der Position des Wide Receivers. Er spielte College Football für Southern Miss und wurde von den Philadelphia Eagles in der sechsten Runde des NFL Draft 2020 ausgewählt. Seit 2024 spielt Watkins für die Pittsburgh Steelers.

## College
Watkins ging auf die Highschool in seiner Heimatstadt Athens in Alabama und spielte dort Football als Wide Receiver, Kickoff- und Punt Returner. In seiner letzten Saison an der Highschool fing er 44 Pässe für 847 Yards und 12 Touchdowns. Ab 2016 ging er auf die University of Southern Mississippi, um College Football für die Southern Miss Golden Eagles zu spielen. Nach einem Redshirtjahr kam Watkins ab 2017 für die Southern Miss Golden Eagles zum Einsatz. In der Saison 2017 fing Watkins in insgesamt 11 Spielen, in denen er jeweils von Beginn an auf dem Feld stand, 23 Pässe für 337 Yards und zwei Touchdowns. In seinem zweiten Jahr fing er 73 Pässe für 889 Yards und 9 Touchdowns. Für seine Leistungen in dieser Saison wurde er in das First Team All-Conference USA gewählt. Nachdem er seine Leistungen in der darauffolgenden Saison als Redshirt Junior abermals verbessern konnte und diesmal 64 Pässe für 1178 Yards und 6 Touchdowns verzeichnen konnte, wurde er abermals in das First Team All-Conference USA gewählt. Am 4. Januar 2020 gab Watkins bekannt, dass er sich vorzeitig für den NFL Draft 2020 anmelden und nicht von seinem letzten Jahr Spielberechtigung am College Gebrauch machen werde.

## NFL
| Größe                           | Gewicht                         | Armlänge                        | Handgröße                       | 40-Yard Dash                    | 10-Yard Split                   | 20-Yard Split                   | 20-Yard Shuttle                 | Three-Cone Drill                | Vertical jump                   | Broad jump                      |
| 1,83 m                          | 84 kg                           | 0,84 m                          | 0,23 m                          | 4,35 s                          | 1,52 s                          | 2,55 s                          | 4,36 s                          | 7,28 s                          | 0,93 m                          | 3,18 m                          |
| Alle Werte vom NFL Combine 2020 | Alle Werte vom NFL Combine 2020 | Alle Werte vom NFL Combine 2020 | Alle Werte vom NFL Combine 2020 | Alle Werte vom NFL Combine 2020 | Alle Werte vom NFL Combine 2020 | Alle Werte vom NFL Combine 2020 | Alle Werte vom NFL Combine 2020 | Alle Werte vom NFL Combine 2020 | Alle Werte vom NFL Combine 2020 | Alle Werte vom NFL Combine 2020 |
| ------------------------------- | ------------------------------- | ------------------------------- | ------------------------------- | ------------------------------- | ------------------------------- | ------------------------------- | ------------------------------- | ------------------------------- | ------------------------------- | ------------------------------- |

Mit seinen Werten beim NFL Combine konnte Watkins bei den Scouts überzeugen. Bei den meisten Scouts fiel er aufgrund seiner Geschwindigkeit auf und war hinter Henry Ruggs III und Javelin Guidry beim 40-Yard Dash der drittschnellste Spieler beim Combine 2020.
Quez Watkins wurde von den Philadelphia Eagles in der sechsten Runde mit dem 200. Pick im NFL Draft 2020 ausgewählt. Vor Beginn der Saison 2020 wurde er am 6. September 2020 auf die Injured Reserve List gesetzt, womit er mindestens für die ersten drei Spiele ausfiel. Am 10. Oktober wurde er dann von der Injured Reserve List aktiviert, wurde aber trotzdem nur sehr sporadisch eingesetzt. In Woche 15 gegen die Arizona Cardinals fing er drei Pässe für 40 Yards und erzielte seinen ersten NFL Touchdown. Er beendete die Saison 2020 mit insgesamt 7 gefangenen Pässen für 106 Yards und einen Touchdown.
Vor Beginn der Saison 2021 änderte Watkins seine Nummer und trug fortan die Nummer 16 anstelle der 80. Nach den Abgängen der Veteran-Receiver Alshon Jeffery und Desean Jackson kristallisierte sich heraus, dass auf Watkins möglicherweise eine größere Rolle als im Jahr zuvor zukommen werde. Nach überzeugenden Leistungen in der Saisonvorbereitung empfahl er sich gegenüber Greg Ward Jr. und J. J. Arcega-Whiteside für eine Rolle in der Stammformation. Da er bereits in den ersten Spielen der Saison 2021 ein wichtiger Teil der Offensive der Philadelphia Eagles war, etablierte er sich neben Rookie DeVonta Smith und Jalen Reagor, der als Slot-Receiver eingesetzt wurde, als Nummer-zwei-Receiver. In Woche 2 gegen die San Francisco fing er zwei Pässe für 117 Yards. Während Watkins in der Saison 2020 seine Matchups hauptsächlich aufgrund seiner Geschwindigkeit gewann, konnte man während der Saison 2021 erkennen, dass Watkins in der Off-Season sowohl an seinem Route Running sowie Release als auch an seinen Cuts gearbeitet hatte. Er war zusammen mit DeVonta Smith hauptsächlich für die tiefen Routen und die Crossing-Routen zuständig. Mit den Eagles erreichte Watkins in dieser Saison die Playoffs.
Im April 2024 nahmen die Pittsburgh Steelers Watkins für ein Jahr unter Vertrag. Er wurde im Rahmen der Kaderverkleinerung auf 53 Spieler vor Beginn der Regular Season entlassen und anschließend in den Practice Squad aufgenommen. In der Saison 2024 blieb Watkins ohne Einsatz. Am 16. Januar 2025 unterzeichnete er einen Reserve/Future Contract bei den Arizona Cardinals.